# La fidanzata di Giorgio Smith
La fidanzata di Giorgio Smith è un film prodotto nel settembre 1914 dalla Volsca Films di Velletri per la regia di Carlo Simoneschi, con Lola Visconti Brignone.